# Araks
Araks (poznata i kao Aras, Arax, Araxi, Araxes, Araz ili Jeraš; azer. ارس ili آراز - Aras ili Araz, arm. Արաքս ili Երասխ, perz. ارس - Aras, tur. Aras, kurd. Aras ili Erez, rus. Аракс, lat. Aboras) je rijeka koja teče kroz Tursku, Armeniju, Iran i Azerbajdžan. Duljina joj je 1072 km, površina porječja 101.937 km², a ulijeva se u rijeku Kuru. Rijeka ima veliki povijesni značaj jer je još u 5. stoljeću pr. Kr. spominje Herodot u svojoj „Povijesti” (kao Araks), a u drugoj polovici 2. tisućljeća postala je prirodnom granicom između Ruskog i Perzijskog Carstva.

## Vanjske poveznice
- (engl.) Aras River. Encyclopædia Britannica. 2011. Pristupljeno 20. siječnja 2011.

Wikimedijski zajednički poslužitelj:
|  | Zajednički poslužitelj ima još gradiva o temi Aras |